# Сюрзинське сільське поселення
Сюрзи́нське сільське поселення — муніципальне утворення в складі Кезького району Удмуртії, Росія. Адміністративний центр — присілок Удмурт-Зязьгор.
Населення — 252 особи (2018; 312 у 2015, 365 в 2012, 392 в 2010, 587 у 2002).
До 2006 року існували Тортимська сільська рада (присілки Тортим, Спірьониші) та Удмурт-Зязьгорська сільська рада (присілки Удмурт-Зязьгор, Верхній Тортим, Ізошур, Каракулино, Руський Зязьгор, Сюрзі, Тольйон)

## Склад
До складу поселення входять такі населені пункти:
| Населений пункт           | Населення, осіб (2002) | Населення, осіб (2010) | Населення, осіб (2012) |
| ------------------------- | ---------------------- | ---------------------- | ---------------------- |
| Верхній Тортим, присілок  | 21                     | 8                      | 9                      |
| Ізошур, присілок          | 6                      | 0                      | 0                      |
| Каракулино, присілок      | 11                     | 0                      | 0                      |
| Руський Зязьгор, присілок | 45                     | 22                     | 21                     |
| Спірьониші, присілок      | 38                     | 14                     | 12                     |
| Сюрзі, присілок           | 27                     | 35                     | 31                     |
| Тольйон, присілок         | 43                     | 27                     | 20                     |
| Тортим, присілок          | 155                    | 90                     | 86                     |
| Удмурт-Зязьгор, присілок  | 241                    | 196                    | 186                    |

## Господарство
В поселенні діють школа (Удмурт-Зязьгор), бібліотека (Удмурт-Зязьгор), клуб (Удмурт-Зязьгор), 2 ФАП (Тортим, Удмурт-Зязьгор). Серед промислових підприємств працюють СПК «Свобода» та «Союз».